# Nijmeegs

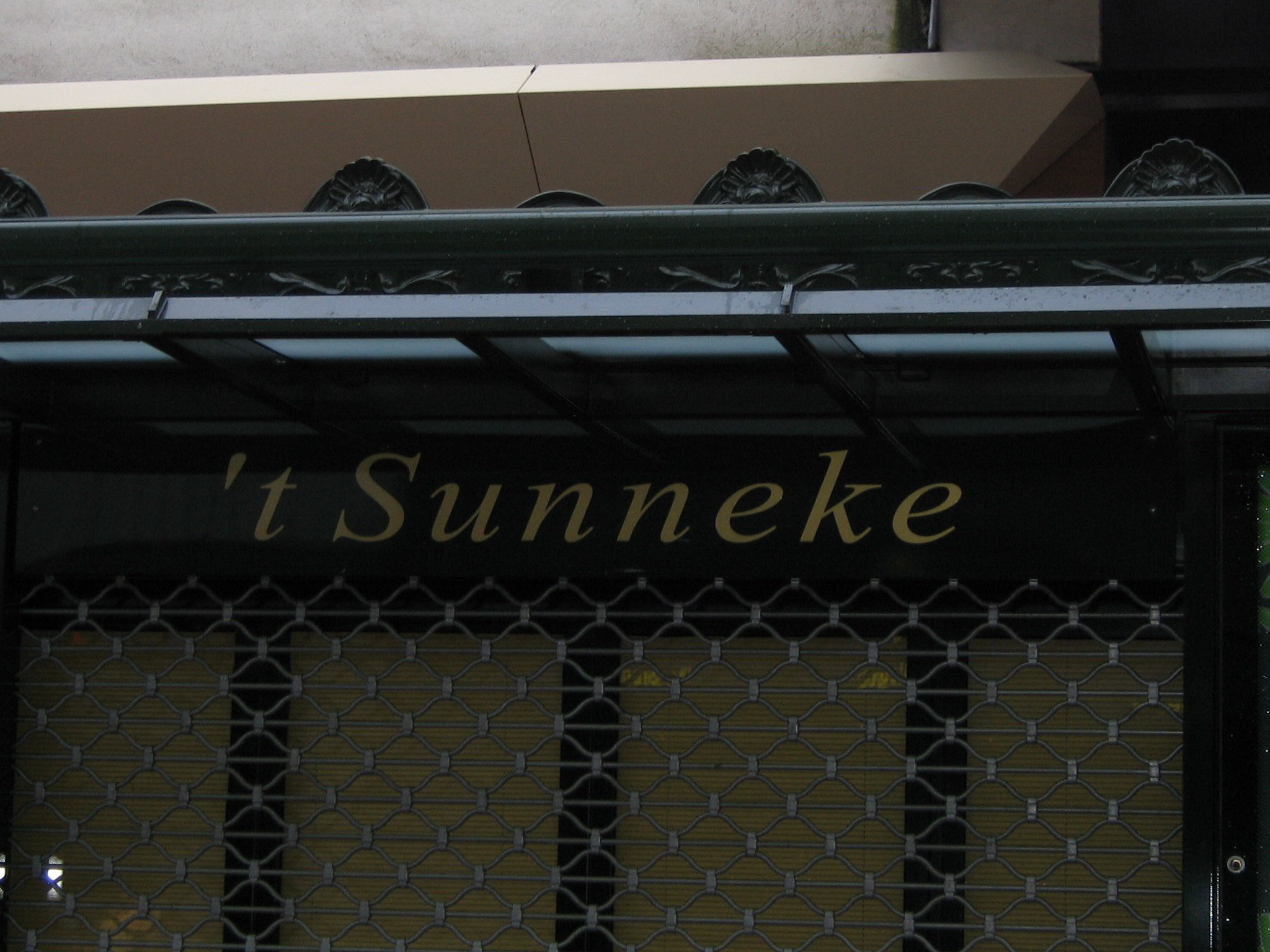
Kiosk in de Nijmeegse binnenstad met een naam in het dialect. Hier zijn duidelijk de umlaut in verkleinwoorden en de verstemlozing van fricatieven in te zien

Het Nijmeegs (eigen naam Nimwaegs of Nimweegs) is het stadsdialect van de Nijmeegse volksklasse. 

## Classificatie
Het dialect behoort (volgen de indeling van Jo Daan) taalkundig tot de Zuid-Gelderse variëteiten, en in iets bredere zin tot de zuidelijk-centrale groep van het Nederfrankisch. Volgens een alternatieve indeling behoort het Nijmeegs (samen met o.a. het Kleefs) tot een van de varianten van het Kleverlands.

## Plaatsbepaling en fonologische kenmerken
Het Nijmeegs is slechts minimaal beïnvloed door de Keulse expansie. Het onderscheidt zich daarnaast met name van het Brabants door het ontbreken van de diftongen ij en ui, die in het Nijmeegs worden uitgesproken als ie en uu (buiten→buute, kijken→kieke. De Brabantse expansie heeft ervoor gezorgd dat deze diftongen in een 
groot deel van de rest van het Nederlandse taalgebied wel worden gerealiseerd als ij en ui.
Nijmegen ligt nog net ten westen van de Diest-Nijmegenlinie, dat wil zeggen buiten het gebied waar woorden als oud en goud als alt resp. gold worden uitgesproken; het Nijmeegs heeft hierdoor noch de l in de clusters ld en lt bewaard, noch de tegenstelling ou-au. 
De ee wordt, net zoals in het Limburgs en de Noord-Limburgse overgangsdialecten, vaak als ae [ε:] gerealiseerd. Er treedt klinkerverkorting (u→ü, ee→i) of umlaut (oo→eu, oe→uu, o→ö) op in de vorming van verkleinwoorden. 
Het verkleinwoord zelf krijgt het achtervoegsel -(s)ke, dus bijv. bruur→brürke, roos→reuske, mol→mölleke.
Andere typische kenmerken zijn het ontbreken van de slot-t in medeklinkerclusters (vannacht→fannach), het als ao realiseren van wat elders aa is (haos, straot), oeur in plaats van aar (kiek doeur), diftongering van oo richting ou en een algemene tendens om klinkers te veranderen en tegelijk te verkorten t.o.v. het Standaardnederlands. 
Het sinds de 20e eeuw op heel veel plekken in Nederland voorkomende verschijnsel dat in de gesproken taal het persoonlijk voornaamwoord "hun" als onderwerp fungeert, is ook in het Nijmeegs erg gebruikelijk. Een onderzoek uit 2006 leidde zelfs tot de conclusie dat deze neiging toen het sterkst was in de omgeving rond Nijmegen.
Uit onderzoek van Roeland van Hout uit 1989 bleek dat sprekers van het Nijmeegs toen vooral hun zachte g, de articulatie van -z- als -s- (swaert, leese, ... ) , de articulatie van een korte -e- als -ae- (bael, slaech(t), ...), de articulatie van -aa- als -ao- (haose e.d.) en de ui-klanken (als in het Franse woord sœur) als typisch voor hun eigen dialect zagen.

## Oud- en Nieuw-Nijmeegs
Dialectologen spreken van Oud- en Nieuw-Nijmeegs. De belangrijkste verschillen zijn:
- De uu en ii zijn in de meeste gevallen vervangen door varianten op de Standaardnederlandse ij en ui: halfopen monoftongen èè en öö (zoals in het Haags). Bij enkele woorden is wel de oude uitspraak behouden, zoals uut (uit).
- De stemhebbende fricatieven v, z en g zijn verstemloosd naar f, s en ch (zoals ook in het Amsterdams), met als resultaat woorden als leese ("lezen") en feel ("veel"). Dit is niet zo typisch voor de omgeving, en tevens het belangrijkste fonologische kenmerk waardoor het Nijmeegs zich van het Arnhems onderscheidt.
- Bij de combinatie aor (corresponderend met Ndl. aar) treedt in het Nijmeegs umlaut op, waardoor dit wordt uitgesproken als äör  (ook ongeveer zoals in het Franse sœur). Dit verschijnsel komt ook voor in veel andere stadsdialecten van Gelderland en Overijssel, zoals het Zutphens, het Deventers en het Zwols.
- De oorspronkelijke persoonlijke voornaamwoorden gij en gullie (die ook in het Brabants voorkomen) zijn in het Nijmeegs verdrongen door jij en jullie. Volgens onderzoek hoorde men de oudere vormen toen nog een enkele keer bij ouderen; typisch zijn ze zeker niet (zelfs voor de oudere generatie). Ook in andere opzichten is de woordenschat met name sinds de 20e eeuw identieker geworden aan het Standaardnederlands.

Twee van deze veranderingen kunnen niet verklaard worden uit invloed van het Standaardnederlands, omdat de afstand daartoe van het Nijmeegs er juist door wordt vergroot: de verstemlozing van fricatieven (leese, sien, feel) en de verandering van aor in äör. Door deze laatste eigenaardigheid kan het Nederlandse foneem /a:/ in het Nijmeegs op vijf manieren worden gerealiseerd, zoals de voorbeeldzin "De graaf staart maar naar de staart van het paard" goed laat zien. Vertaald naar het Nijmeegs wordt dit: De graof stäört mar näör de stert van 't peerd. De /a:/ uit het Nederlands kan, afhankelijk van de context, in het Nijmeegs dus terugkomen als [ɒ:], [œ:], [ɑ], [ε] en [e:].

## Verschillen met de dialecten uit de omgeving en invloeden van buitenaf
Doordat het Nijmeegs in de 20e eeuw sterk naar het Standaardnederlands is toegegroeid, wijkt het tegenwoordig zeer sterk van de verwante dialecten uit de omgeving af. Spaarzaam voorhanden zijnde teksten uit de negentiende eeuw geven aan dat het Nijmeegs veel meer dan nu in die dagen op de dialecten uit de omgeving leek. Dit Nijmeegs werd trouwens tot diep in de twintigste eeuw nog door ouderen gesproken. Inmiddels is het echter vervangen door een andere, veel meer door het Standaardnederlands beïnvloede variant van het dialect.
Zoals het geval is met de meeste andere stadsdialecten, zijn ook in het hedendaagse Nijmeegs invloeden uit het Turks en het Berbers waar te nemen. Het Sranantongo en Papiamento hebben geen grote invloed op het Nijmeegs gehad, omdat de Antilliaanse en Surinaamse gemeenschappen in Nijmegen relatief klein zijn.

## Sociolinguïstische aspecten
Vroeger werd het Nijmeegs door alle autochtone Nijmegenaren gesproken. Sinds de late negentiende eeuw kwam daar echter in snel tempo verandering in: de hogere klassen gingen over op het Nederlands. Daarbij namen ook de sprekers uit de lagere klassen de kenmerken van het Nederlands over, ondanks de excentrische ligging van de stad.
Nijmegen is als stad zeer naar de buitenwereld gericht; het is een universiteitsstad en trekt ook wat betreft de werkgelegenheid zeer veel mensen van buitenaf aan. Hierdoor is het typisch Nijmeegse dialect door nivellering zeer sterk onder druk komen te staan. Een andere belangrijke factor was het bombardement van 22 februari 1944, waarbij een groot deel van de oude Nijmeegse binnenstad verdween. Dit droeg indirect ook bij aan de nivellering van het stadsdialect.
Het Nijmeegs wordt verder over het algemeen laag gewaardeerd, ook door de sprekers zelf; zij bestempelden hun dialect desgevraagd als "onbeschoft" en "gemeen".

## Cultuur
In Nijmegen zijn er, ondanks de lage status van het Nijmeegs, toch vrij veel opschriften in dit dialect. Er verschijnen stukjes in het Nijmeegs in de plaatselijke kranten en er zijn voorstellingen waarin de taal van de volksbuurten wordt gebezigd. Nijmegen kende tevens een volkszanger die in het Nijmeegs zong: Graodus fan Nimwegen. Ook wordt elk jaar het Nimweegs Dictee georganiseerd, waar Nijmegenaren strijden om de 'Groadus van Nimwegen Bokaal'.

### Bekende teksten
Van de hiervoor genoemde Graodus fan Nimwegen zijn ook de beroemde regels Al mot ik krupe, Op blote voeten goan. Ik wil nog een keer Sint Steven heuren sloan afkomstig. Deze tekst staat ook als inscriptie op een beeld voor Graodus fan Nimwegen in de binnenstad, in de buurt van de kerk.

## Typisch Nijmeegs idioom
- nuilen (zeuren)
- snol (snoep)
- spiense (gluren)
- schume (zoeken)
- schuumke (schuimpje, onverzorgd iemand)
- stiep (fietsstandaard)
- zeiklim (mier)
- lusepote (lucifers)
- mullemert (knikker)
- makke (ziek)
- lofi (geld)
- stuver (stuiver)
- kadee (prostituee)
- toet (zak(je))
- buis (dronken)
- staon (staan)
- rukske (rokje)
- schuumspaon (schuimspaan)
- piluir (pilaar)
- boks (broek)
- menneke (jongetje)
- mert (markt)